# Another World (videójáték)
Az Another World (ismert még Out of this World címen Észak-Amerikában és Outer World címen Japánban) egy 1991-ben megjelent kétdimenziós platformjáték, megalkotója pedig Éric Chahi. A maga korában még újnak számító grafikus motorja, animált átvezető jelenetei, hanghatásai, harcrendszere és a szereplők közötti kommunikáció hiteles ábrázolása miatt hamar népszerűvé vált. Az 1990-es években nagyjából egymillió darab talált gazdára a játékból, később pedig kultuszjátékká vált a rajongók és a kritikusok körében egyaránt.
Eredetileg Amiga 500-ra jelent meg, de később portolták Atari ST, Apple IIGS és MS-DOS platformokra is. Éric Chahi 2006-ban adta ki a játék 15. évfordulós kiadását, melyet a modern operációs rendszerekre optimalizáltak, minimálisan módosított grafikával. Ezt a változatot forgalmazza Magyarországon a Comgame "576" Kft., Ezt Vedd Meg! sorozatuk tagjaként.

## Cselekmény
A játék főszereplője Lester Knight Chaykin, egy fiatal, atletikus tudós, aki titkos laboratóriumában egy részecskegyorsítón dolgozik. A játék intrója közben leparkol Ferrarijával, majd áthalad az ellenőrzőpontokon, hogy eljusson a laboratóriumába. Ezután leül a géppel szemben, ami egy villámcsapás után működésbe lép, Lestert pedig elrepíti egy sivár, idegen világba.
Miközben épp egy vadmacskaféle elől menekül, idegenekbe botlik. Az idegenek lelövik az állatot, Lestert pedig elkábítják. A tudós egy plafonon himbálódzó ketrecben tér magához, és szembe találja magát egy idegennel, akivel egy cellába zárták. Miután kijutottak a ketrecből, Lester magához veszi az egyik leütött idegen lézerpisztolyát, majd társával együtt katonákon, állatokon és akadályokon átjutva eljutnak egy arénáig, ahol beszállnak egy tankszerű járműbe. A jármű felrobbanása előtt mindketten katapultálnak egy közös fürdő épületébe.
Lestert menekülés közben elkapja egy idegen, aki súlyosan megsebesíti. Míg Lester társa az ellenséges idegent igyekszik lefoglalni, Lester kinyitja a tetőzsilipet, mely felszippantja őt a tetőre. A tetőn egy pteroszaurusszerű teremtmény fogadja, de túl gyenge már ahhoz hogy felüljön rá. Mikor társa megérkezik, együtt szállnak fel az állat hátára, és repülnek a horizont felé.

## Játékmenet
A játékot oldalnézetből irányíthatjuk. Lester képes lassan sétálni, futni, ugrani és a játék elején taposni is. Később a lézerfegyvert megszerezve három új támadási módot lehet kipróbálni. A lézer ugyanis háromféle tüzelésre képes: sima, gyors tüzelés, a lövés gombot kis ideig lenyomva tartva a pisztoly egy ideiglenes, vörös védőpajzsot generál Lester elé, majd hosszan lenyomva tartva a pisztoly egy nagy gömböt képez. A nagy gömb segítségével pusztíthatóak el az ellenség védőpajzsai, és robbanthatóak fel az utunkat álló falak, vagy lezárt ajtók. A pisztoly képes kimerülni, de a játék során kétszer is találhatunk utántöltő kamrákat, melyek feltöltik a lézerfegyvert. A játékban akadnak ellenfeleink, akiket csellel lehet megfékezni és később egy harci járművet is ki lehet próbálni. Az ellenségek közt akadnak a börtönben és a városban állomásozó őrségen kívül még méregtövises giliszták, plafonról csüngő csápos teremtmények és ezek padlós változatai is. A halálnemek változatosak. Lester és társa egy találatba belehalnak. Ha egy lézerfegyver találja el Lestert, szétporlad, ha csápos teremtmények, akkor azok fogaikkal széttépik. Ha túl magasról érünk földet, Lester beveri a fejét és belehal, de akár a cseppkövekre is felszúródhat, és meg is fulladhat ha sebes sodrásba kerül.
Szerencsére a játékban számtalan ellenőrzőpont van, ami több képernyő után lép működésbe. Az Another World régebbi változataiban a játékos elhalálozás után kapott egy sötét képernyőt, rajta egy alfanumerikus kóddal, amit ha beírt a megfelelő menübe, folytathatta a játékot ot, ahol életét vesztette. A 15th Anniversary Edition mentési rendszerét Chahi módosította. A játék főmenüjébe került egy "continue" menüpont, amit megnyitva váltogathatunk a játék szintjei között. A játék pályái ugyanis képekből álltak, nem voltak folyamatosak. Ha Lester egy kép sarkából annak végére ért, a következő képen folytathattuk a játékot.

## Alkotói folyamat
Noha Éric Chahi már 1983 óta dolgozott videójátékokon, egyetlen műve sem ért el átütő sikert. Chahi fantáziáját 1989 augusztusában indította be a Dragon's Lair című rajzfilmstílusú grafikával elkészített játék. Chahi többfajta programozást is kipróbált, míg végül a rotoszkópolás mellett döntött. A mozdulatokat képkockáról képkockára rajzolta meg, és effektezte. Noha a grafikus motor már megvolt, a játékmenet és a cselekmény felépítésénél leginkább improvizált. Eredetileg egy sci-fi stílusú játékot szeretett volna készíteni, ami hasonlított a Karatekához és az Impossible Missionhöz. A drámai hatást keltő moziszerű átvezetők miatt nem épített a játékba HUD-ot, azaz a játékos a játék során egyszer sem kapott segítséget vagy tippeket a továbbjutáshoz. Mivel Chahi szinte teljesen egyedül és elszigetelten dolgozott a játékon éveken át, a természete is változásokon ment keresztül. Gyakran volt magányos a fejlesztés óráiban. Lester idegen társát sem tervezte beletenni a játékba, de végül az improvizációja miatt megalkotta Buddyt is.
A játék további munkálatai közben találta ki, hogy Lester szert tesz egy lézerpisztolyra, és az ellenségei is azzal fogják őt támadni. Ezt az ötletét több grafikai megoldással is felruházta, és a lézerfegyvernek is több képességet adott. Bevallása szerint a lézerpisztolyos harcjelenetek kidolgozásánál nagy hatással volt rá a Csillagok háborúja franchise, de a játékmenet szórakoztatóbbá tétele miatt a játékos többféle módon is használhatja Lester fegyverét. Chahi úgy nyilatkozott a grafikai hatásokról, hogy nagyon nehéz volt megcsinálni őket. Tizenhét hónapnyi fejlesztés után csak a játék egyharmad részét készítette el, közben pedig kiadót keresett az Another Worldnek. Először egykori munkahelyéhez, a Delphine Software-hez ment, de keresett másokat is. A Virgin Gamesnek nagyon tetszett Chahi játéka, de ragaszkodtak a point'n'click stílusú játékmenethez, és habár Chahi el is kezdte átalakítani a játékot, rájött hogy túl sok munkával járna, és pár barátja, akik kipróbálták, elfogadták úgy, ahogy volt. Végül a Dephine Software beleegyezett a játék kiadásába 1991 júniusában, és novemberre ki is adták. Chahi többféle befejezést is felvázolt a játékkal kapcsolatban, köztük volt egy olyan is, ahol Lester lesz az idegen világ teremtményeinek királya. Az ötletek nagy részét elvetette, a játék 1991-ben jelent meg. A kész játékhoz hozzáfűzte, hogy "míg Isten a Földet hat nap alatt teremtette, az Another World két évig készült". Chahi megjegyezte, hogy ő sem volt sokkal jobb formában a projekt végére, mint a hasán kúszó Lester.
A Dephine nem futtatott le teljes, a játék egészét átvizsgáló teszteléseket a kiadása előtt, mert náluk csak egy korábbi, régen kipróbált változatuk volt. Ezért a Dephine amerikai kiadója, az Interplay tesztelte le újra a játékot, és kérte Chahit hogy távolítsa el a bugokat a játékból, valamint növelje meg a játékidőt, és cseréljék le az eredeti nyitózenét. Chahi hajthatatlan volt a zenével kapcsolatban, és elfaxolta az Interplaynek, hogy "hagyják meg az eredeti nyitózenét". Az Interplayt végül a Delphine közbenjárásával sikerült meggyőzni, hogy megmaradhasson az eredeti zene.

## Változatok
A játék legelőször 1991-ben lett kiadva Amigára, 320x200-as felbontással. Ezt a változatot vetették alá a legkevesebb tesztelésnek, de az Amiga hangkártyája miatt jó minőségűek voltak a hanghatások. A játékot később kiadták Atari ST-re is, de a hardware határai miatt a grafika és a hangok minősége sokat romlott.
Észak-Amerikában a játékot Out of this World címen adták ki, hogy ne tévesszék össze az emberek a népszerű Another World című szappanoperával. Érdekes hogy pont akkoriban vetítettek Amerikában egy sci-fi sitcomot, Out of this World címmel.
A visszajelzésekben a kritikusok dicsérték a játék grafikáját, játékmenetét és hanghatásait, de kritizálták a rövidségét. Chahi válaszul beiktatott a játékba egy új szakaszt a "tankos" és a "folyosós" rész közé. Rakott bele több ellenséget, több veszélyes akadályt is. Ez a verzió lett az MS-DOS-os port. Készült egy Macintosh változata is a játéknak, jobb minőségű grafikával.
Az Interplaynek köszönhetően az Another World megjelent SNES-re, Sega Mega Drive-ra és Apple IIGS-re is 1992-ben. A Super Nintendós megjelenésnek azonban voltak feltételei. A játék utolsó fejezetének gőzfürdőben játszódó jelenetét – ahol az idegen lények meztelenül vannak – újra kellett rajzolni, és el kellett belőle tüntetni a vért, beleértve a Vénusz légycsapóra emlékeztető csápos teremtményt is. Külön érdekesség, hogy az Out of this World az egyetlen olyan játék, melyet Super Nintendoról portoltak át Apple IIGS-re, mely ugyanolyan típusú 65C816 mikroprocesszorral volt felszerelve.
A játéknak nem hivatalos portjai is megjelentek, például Windows 3.x-re, az Atari 8 bites számítógépeire, Dingo A320-ra, valamint Game Boy Advance-re is, melyre utólag kiadták a hivatalos változatot is. 2006-ban Chahi és Emmanuel Rivoire elkészítették a 15th Anniversary Edition-t, melyet direkt a Microsoft Windows XP operációs rendszerre szabtak. Jobb minőségű háttereket készítettek a pályákhoz, és a felbontást 1280×800 pixelre emelték. Chahi erről úgy nyilatkozott, hogy ez a kiadás az Another World teljesen befejezett változata. Chahi szerette volna, ha ehhez a verzióhoz jár egy zenealbum is, rajta Jean-François Freitas szerzeményeivel. Erre azonban nem került sor.

## Fogadtatás
A játékot a Dragon magazin 5 csillagra jutalmazta az ötből.
A Super NES és a Sega Mega Drive verzió elnyerte az Electronic Gaming Monthlytól az Év leginnovatívabb új játéka díjat 1992-ben. Az Eurogamer az "egyik leglátványosabb és legemlékezetesebb videójátékok egyikének" nevezte.
Noha Chahi nem szándékozott folytatást készíteni az Another Worldhöz, a Delphine végül mégis kiadta a folytatásként szolgáló Heart of the Alien című játékot. Ebben a játékban már nem Lester volt a főszereplő, hanem az őt segítő idegen, akit Buddynak (Haver) becézett. A történetet leszámítva minden megegyezett az előzménnyel. A folytatás készítésében Chahinek nem volt sok szerepe, csak annyi, hogy ő javasolta Lester halálát. Ezt a döntését már megbánta, a Heart of the Alient pedig nem az Another World folytatásának, hanem egy "párhuzamos" játéknak nevezte. Erről úgy nyilatkozott, hogy az Another World befejezését szándékosan hagyta nyitva, a Heart of the Alien pedig véglegesen lezárta a cselekményt.

## Hatása
Az 1992-es Flashback: The Quest for Identity című játék – mely szintén a Delphine munkája – nagyon hasonlított az Another Worldre grafikai és játékmenetbeli megoldásait tekintve. Sokan tévesen az Another World folytatásának hitték a Flashback-et, pedig a két játéknak a megjelenítésén és játékmenetén kívül semmi köze egymáshoz, Chahi még csak részt sem vett a fejlesztésében. Ennek ellenére a Flashback gyakran utal az Another Worldre. Legalábbis a befejező képernyő betűi, a jelenet ahogy a főszereplő felveszi a pisztolyát és a védőpajzs használatának módja nagyon hasonlít.
Chahi a Delphine elhagyása után 1998-ban visszatért az Another World játékmenetéhez. Az Amazing Studióval közösen elkészítették a Heart of Darkness című játékot, melynek játékmenete szinte teljesen megegyezett Chahi korábbi játékával, noha teljesen más volt a története. Egy évvel korábban jelent meg az Oddworld: Abe’s Oddysee című platformjáték, aminek a játékmenete szintén megegyezett az Another Worldével. A Heart of Darkness gyenge eladásai után (melynek következtében az Amazing Studio megszűnt) Chahi évekre eltűnt a videójáték-iparból, és csak a 2005-ös Game Developer's Conference-en tűnt fel ismét. Kritizálta a mai fejlesztők kreativitást mellőző munkáit, ennek ellenére még "mindig érdekli" a videójáték-fejlesztés, és "alig várja" hogy egy teljesen új játékon kezdhessen el dolgozni.
- Az Offical U.S. PlayStation Magazine egyik számában a japán játéktervező, Ueda Fumito megjegyezte, hogy az Another World nagy hatással volt a PlayStation 2-re megjelent Ico című videójátékára.
- Kodzsima Hideo (A Metal Gear Solid-sorozat készítője) azt nyilatkozta a Jomiuri egyik számában, hogy az Another World egyike annak az öt videójátéknak, mely hatással volt a munkásságára.
- Az 1997-ben megjelent OnEscapee című videójáték az Another World-el és a Flashback-el megegyező játékmenetet használja. Az OnEscapee elnyerte a "Game of the Year 1997 – Amiga Flame", "Game of the Year 1997 – Amiga Max" és a "1997 CU Superstar – CU Amiga" díjakat.
- A párizsi Delphine úgy nyilatkozott, hogy az Another World a leghíresebb játékukká vált. A cég 2004-ben ment tönkre.
- Szuda Góicsi, a Killer7 és a No More Heroes alkotója a kedvenc videójátékának nevezte az Another Worldöt.[5]

## Fordítás
Ez a szócikk részben vagy egészben  az   Another World (video game) című angol Wikipédia-szócikk fordításán alapul.  Az eredeti cikk szerkesztőit annak laptörténete sorolja fel. Ez a jelzés csupán a megfogalmazás eredetét és a szerzői jogokat jelzi, nem szolgál a cikkben szereplő információk forrásmegjelöléseként.